# Алауахио
Алауахио (лат. Paroreomyza) — род воробьинообразных птиц подсемейства гавайских цветочниц внутри семейства вьюрковых. Известно три вида: один вымер — Какавахие или красная гавайская древесница (Paroreomyza flammea) в последний раз была отмечена в 1963 году, два других вида: Оаху Алауахио (Paroreomyza maculata) распространён на острове Оаху, Мауи Алауахио (Paroreomyza montana) — на Мауи. Научное родовое название происходит от греч. para — рядом, и плюс родовое название Oreomyza.